# Neznámí hrdinové
Neznámí hrdinové je dokumentární cyklus České televize, který byl v premiéře vysílán v letech 2008 až 2012 a který ve 135 dílech popisuje osudy obyčejných lidí, jež se dostali do konfliktu s totalitní mocí, ať již nacistickou, nebo komunistickou. 
Šestnáct dokumentů z cyklu vybral historik Pavel Taussig ke knižnímu zpracování pod názvem Neznámí hrdinové: pohnuté osudy (2013, ISBN 978-80-7448-033-1). Jsou to ty příběhy, na jejichž dokumentárním zpracování se během čtyř let vysílání cyklu podílel.
Část příběhů byla zahrnuta do knižních výběrů, které zpracovali Adam Drda a Mikuláš Kroupa:
- Neznámí hrdinové řekli ďáblovi ne. Praha: Česká televize, 2014. 236 s. Edice ČT. ISBN 978-80-7448-042-3.
- Neznámí hrdinové: o české statečnosti. Praha: Česká televize, 2015. 234 s. Edice ČT. ISBN 978-80-7448-049-2.

## Přehled dílů
| Pořadí | Datum vysílání     | Název dílu                                                           | Jméno hrdiny či hrdinky           | Odkaz na stránku ČT                                                                                             |
| ------ | ------------------ | -------------------------------------------------------------------- | --------------------------------- | --- |
| 1      | 7. ledna 2008      | Nepolapitelný Jan                                                    | Jan Smudek                        | http://www.ceskatelevize.cz/porady/10204458965-neznami-hrdinove/208452801390001/                                |
| 2      | 14. ledna 2008     | Když byl za knihy kriminál                                           | Jiří Gruntorád                    | http://www.ceskatelevize.cz/porady/10204458965-neznami-hrdinove/208452801390002/                                |
| 3      | 21. ledna 2008     | Sestry Nebeské – dcery kulacké                                       | Václava Nebeská a Marie Ciprová   | http://www.ceskatelevize.cz/porady/10204458965-neznami-hrdinove/208452801390003/                                |
| 4      | 21. ledna 2008     | Patník číslo 16                                                      | František Zahrádka                | http://www.ceskatelevize.cz/porady/10204458965-neznami-hrdinove/208452801390004/                                |
| 5      | 4. února 2008      | Dum spiro, spero                                                     | Ondrej Páleník                    | http://www.ceskatelevize.cz/porady/10204458965-neznami-hrdinove/208452801390005/                                |
| 6      | 11. února 2008     | Nejdůležitější útěk                                                  | Otakar Černý                      | http://www.ceskatelevize.cz/porady/10204458965-neznami-hrdinove/208452801390006/                                |
| 7      | 18. února 2008     | Umírám kdykoli                                                       | Oto Mádr                          | http://www.ceskatelevize.cz/porady/10204458965-neznami-hrdinove/208452801390007/                                |
| 8      | 25. února 2008     | Pistole                                                              | Čestmír Šikola                    | http://www.ceskatelevize.cz/porady/10204458965-neznami-hrdinove/208452801390008/                                |
| 9      | 3. března 2008     | Bývali Čechové stateční rekové                                       | Antonín Číla                      | http://www.ceskatelevize.cz/porady/10204458965-neznami-hrdinove/208452801390009/                                |
| 10     | 18. února 2008     | To vám přijde draho!                                                 | Viktor Heller                     | http://www.ceskatelevize.cz/porady/10204458965-neznami-hrdinove/208452801390010/                                |
| 11     | 17. března 2008    | Oprátka pro tankistu                                                 | Karel Sabela                      | http://www.ceskatelevize.cz/porady/10204458965-neznami-hrdinove/208452801390011/                                |
| 12     | 31. března 2008    | Diagnóza 307: Za poezii do vězení.                                   | Pavel Zajíček                     | http://www.ceskatelevize.cz/porady/10204458965-neznami-hrdinove/208452801390012/                                |
| 13     | 21. dubna 2008     | Juriš znamená zteč                                                   | Josef Růžička                     | http://www.ceskatelevize.cz/porady/10204458965-neznami-hrdinove/208452801390013/                                |
| 14     | 28. dubna 2008     | Zářit a vyzařovat život                                              | Antonín Mandl                     | http://www.ceskatelevize.cz/porady/10204458965-neznami-hrdinove/208452801390014/                                |
| 15     | 19. května 2008    | Nic si neberte, za hodinu jste zpátky                                | Eva Vokálová                      | http://www.ceskatelevize.cz/porady/10204458965-neznami-hrdinove/208452801390015/                                |
| 16     | 26. května 2008    | Věrni zůstaneme                                                      | Otakar Jaroš                      | http://www.ceskatelevize.cz/porady/10204458965-neznami-hrdinove/208452801390016/                                |
| 17     | 2. června 2008     | Těžký život věčný                                                    | Jiří Němec                        | http://www.ceskatelevize.cz/porady/10204458965-neznami-hrdinove/208452801390017/                                |
| 18     | 9. června 2008     | Poslední mise                                                        | Milan Štěrba                      | http://www.ceskatelevize.cz/porady/10204458965-neznami-hrdinove/208452801390018/                                |
| 19     | 16. června 2008    | Pan generál                                                          | Josef Šnejdárek                   | http://www.ceskatelevize.cz/porady/10204458965-neznami-hrdinove/208452801390022/                                |
| 20     | 30. června 2008    | Jedna smůla za druhou                                                | Oldřich Pechal                    | http://www.ceskatelevize.cz/porady/10204458965-neznami-hrdinove/208452801390020/                                |
| 21     | 7. července 2008   | Zasnoubena se smrtí                                                  | Irena Bernášková                  | http://www.ceskatelevize.cz/porady/10204458965-neznami-hrdinove/208452801390021/                                |
| 22     | 14. července 2008  | Smrt pod Třemšínem                                                   | František Lízl                    | http://www.ceskatelevize.cz/porady/10204458965-neznami-hrdinove/208452801390019/                                |
| 23     | 21. července 2008  | Tajemství kufru                                                      | Arnošt Valenta                    | http://www.ceskatelevize.cz/porady/10204458965-neznami-hrdinove/208452801390023/                                |
| 24     | 28. července 2008  | Život na útěku                                                       | Luboš Jednorožec                  | http://www.ceskatelevize.cz/porady/10204458965-neznami-hrdinove/208452801390024/                                |
| 25     | 4. srpna 2008      | Lilie z lágru                                                        | Zdeněk Zelený                     | http://www.ceskatelevize.cz/porady/10204458965-neznami-hrdinove/208452801390025/                                |
| 26     | 5. ledna 2009      | Bránil se hudbou                                                     | Jaroslav Celba                    | http://www.ceskatelevize.cz/porady/10204458965-neznami-hrdinove/209452801390001-neznami-hrdinove-pohnute-osudy/ |
| 27     | 12. ledna 2009     | Mise                                                                 | Terezie Hurychová                 | http://www.ceskatelevize.cz/porady/10204458965-neznami-hrdinove/209452801390002-neznami-hrdinove-pohnute-osudy/ |
| 28     | 19. ledna 2009     | Výbuchy v tiché krajině                                              | Jaroslav Sirotek                  | http://www.ceskatelevize.cz/porady/10204458965-neznami-hrdinove/209452801390003-neznami-hrdinove-pohnute-osudy/ |
| 29     | 26. ledna 2009     | O státní souhlas jsem nikdy nestál                                   | František Lízna                   | http://www.ceskatelevize.cz/porady/10204458965-neznami-hrdinove/209452801390004-neznami-hrdinove-pohnute-osudy/ |
| 30     | 9. února 2009      | Vymýtit i s kořeny                                                   | Josef Viktor a Božena Viktorová   | http://www.ceskatelevize.cz/porady/10204458965-neznami-hrdinove/209452801390005-neznami-hrdinove-pohnute-osudy/ |
| 31     | 2. února 2009      | Přísaha Masarykovi                                                   | Tomáš Sedláček                    | http://www.ceskatelevize.cz/porady/10204458965-neznami-hrdinove/209452801390006-neznami-hrdinove-pohnute-osudy/ |
| 32     | 16. února 2009     | Skaut řečený Hurvínek                                                | Leopold Färber                    | http://www.ceskatelevize.cz/porady/10204458965-neznami-hrdinove/209452801390007-neznami-hrdinove-pohnute-osudy/ |
| 33     | 23. února 2009     | Přes spáleniště                                                      | Gréta Koutná                      | http://www.ceskatelevize.cz/porady/10204458965-neznami-hrdinove/209452801390008-neznami-hrdinove-pohnute-osudy/ |
| 34     | 2. března 2009     | Sám voják v poli                                                     | Jaromír Šavrda                    | http://www.ceskatelevize.cz/porady/10204458965-neznami-hrdinove/209452801390009-neznami-hrdinove-pohnute-osudy/ |
| 35     | 9. března 2009     | Nechtěl jsem, aby mne chytili živého                                 | Karel Kukal                       | http://www.ceskatelevize.cz/porady/10204458965-neznami-hrdinove/209452801390010-neznami-hrdinove-pohnute-osudy/ |
| 36     | 16. března 2009    | Poslední role.                                                       | Anna Letenská                     | http://www.ceskatelevize.cz/porady/10204458965-neznami-hrdinove/209452801390011-neznami-hrdinove-pohnute-osudy/ |
| 37     | 23. března 2009    | Šéflékař od Tobruk                                                   | Leopold Firt                      | http://www.ceskatelevize.cz/porady/10204458965-neznami-hrdinove/209452801390012-neznami-hrdinove-pohnute-osudy/ |
| 38     | 30. března 2009    | Hra na schovávanou                                                   | Ivan Chvatík                      | http://www.ceskatelevize.cz/porady/10204458965-neznami-hrdinove/209452801390013-neznami-hrdinove-pohnute-osudy/ |
| 39     | 6. dubna 2009      | A tady všude muziky je plno                                          | Zbyněk Hejda                      | http://www.ceskatelevize.cz/porady/10204458965-neznami-hrdinove/209452801390014-neznami-hrdinove-pohnute-osudy/ |
| 40     | 20. dubna 2009     | Zprávy z pekla                                                       | Anton Petrák                      | http://www.ceskatelevize.cz/porady/10204458965-neznami-hrdinove/209452801390015-neznami-hrdinove-pohnute-osudy/ |
| 41     | 11. května 2009    | Vsetínská pochodeň                                                   | Bohumil Peroutka                  | http://www.ceskatelevize.cz/porady/10204458965-neznami-hrdinove/209452801390016-neznami-hrdinove-pohnute-osudy/ |
| 42     | 18. května 2009    | Osm misí pro život                                                   | Mojmír Mrva                       | http://www.ceskatelevize.cz/porady/10204458965-neznami-hrdinove/209452801390017-neznami-hrdinove-pohnute-osudy/ |
| 43     | 25. května 2009    | Zaťaté pěsti                                                         | Pavel Wonka                       | http://www.ceskatelevize.cz/porady/10204458965-neznami-hrdinove/209452801390018-neznami-hrdinove-pohnute-osudy/ |
| 44     | 1. června 2009     | Osud jménem Afghánistán                                              | Nikolaj Martynov                  | http://www.ceskatelevize.cz/porady/10204458965-neznami-hrdinove/209452801390019-neznami-hrdinove-pohnute-osudy/ |
| 45     | 8. června 2009     | Byl jsem fackovací panák                                             | Ivan Kieslinger                   | http://www.ceskatelevize.cz/porady/10204458965-neznami-hrdinove/209452801390020-neznami-hrdinove-pohnute-osudy/ |
| 46     | 15. června 2009    | Cesta z Lidic do Lidic                                               | Marie Doležalová-Šupíková         | http://www.ceskatelevize.cz/porady/10204458965-neznami-hrdinove/209452801390021-neznami-hrdinove-pohnute-osudy/ |
| 47     | 22. června 2009    | Na poslední chvíli                                                   | Bedřich Dědek                     | http://www.ceskatelevize.cz/porady/10204458965-neznami-hrdinove/209452801390022-neznami-hrdinove-pohnute-osudy/ |
| 48     | 29. června 2009    | Ztracena v gulagu                                                    | Věra Sosnarová                    | http://www.ceskatelevize.cz/porady/10204458965-neznami-hrdinove/209452801390023-neznami-hrdinove-pohnute-osudy/ |
| 49     | 13. července 2009  | Padáky ve větvích                                                    | Jan Vavrda                        | http://www.ceskatelevize.cz/porady/10204458965-neznami-hrdinove/209452801390024-neznami-hrdinove-pohnute-osudy/ |
| 50     | 20. července 2009  | Sestra milých bratří Čapků                                           | Helena Čapková                    | http://www.ceskatelevize.cz/porady/10204458965-neznami-hrdinove/209452801390025-neznami-hrdinove-pohnute-osudy/ |
| 51     | 31. srpna 2009     | Budoucnost si to vyžaduje                                            | Jaroslav Krátký                   | http://www.ceskatelevize.cz/porady/10204458965-neznami-hrdinove/209452801390026-neznami-hrdinove-pohnute-osudy/ |
| 52     | 7. září 2009       | Nejmilejší sestra Franze Kafky                                       | Ottla Kafková                     | http://www.ceskatelevize.cz/porady/10204458965-neznami-hrdinove/209452801390027-neznami-hrdinove-pohnute-osudy/ |
| 53     | 14. září 2009      | Rebel z recese                                                       | Jaroslav Žák                      | http://www.ceskatelevize.cz/porady/10204458965-neznami-hrdinove/209452801390028-neznami-hrdinove-pohnute-osudy/ |
| 54     | 21. září 2009      | Jánošíci                                                             | Ladislav Suchomel                 | http://www.ceskatelevize.cz/porady/10204458965-neznami-hrdinove/209452801390029-neznami-hrdinove-pohnute-osudy/ |
| 55     | 28. září 2009      | Vzbouřenec z Mariánské                                               | Alois Peyr                        | http://www.ceskatelevize.cz/porady/10204458965-neznami-hrdinove/209452801390030-neznami-hrdinove-pohnute-osudy/ |
| 56     | 5. října 2009      | Dejte toho spratka pryč!                                             | Milena Havlůjová                  | http://www.ceskatelevize.cz/porady/10204458965-neznami-hrdinove/209452801390031-neznami-hrdinove-pohnute-osudy/ |
| 57     | 12. října 2009     | Kluk z barikády                                                      | František Soukal                  | http://www.ceskatelevize.cz/porady/10204458965-neznami-hrdinove/209452801390032-neznami-hrdinove-pohnute-osudy/ |
| 58     | 19. října 2009     | Nechtěl jsem dělat pro SSSR                                          | Josef Podpěra                     | http://www.ceskatelevize.cz/porady/10204458965-neznami-hrdinove/209452801390033-neznami-hrdinove-pohnute-osudy/ |
| 59     | 26. října 2009     | Ve stínu Jana Opletala                                               | Václav Sedláček                   | http://www.ceskatelevize.cz/porady/10204458965-neznami-hrdinove/209452801390034-neznami-hrdinove-pohnute-osudy/ |
| 60     | 2. listopadu 2009  | Záhadná mise                                                         | Vladimír Chadalík                 | http://www.ceskatelevize.cz/porady/10204458965-neznami-hrdinove/209452801390035-neznami-hrdinove-pohnute-osudy/ |
| 61     | 9. listopadu 2009  | Se stigmatem teroristy                                               | František Zajíček                 | http://www.ceskatelevize.cz/porady/10204458965-neznami-hrdinove/209452801390036-neznami-hrdinove-pohnute-osudy/ |
| 62     | 16. listopadu 2009 | Budoucnosti vstříc                                                   | Milan Balabán                     | http://www.ceskatelevize.cz/porady/10204458965-neznami-hrdinove/209452801390037-neznami-hrdinove-pohnute-osudy/ |
| 63     | 23. listopadu 2009 | Král Dunaje                                                          | Karel Brabec                      | http://www.ceskatelevize.cz/porady/10204458965-neznami-hrdinove/209452801390038-neznami-hrdinove-pohnute-osudy/ |
| 64     | 30. listopadu 2009 | Politujme ty, kteří se mají lépe než my                              | Andrej Stankovič                  | http://www.ceskatelevize.cz/porady/10204458965-neznami-hrdinove/209452801390039-neznami-hrdinove-pohnute-osudy/ |
| 65     | 7. prosince 2009   | Ta krásná holka z vily nad řekou                                     | Dagmar Šimková                    | http://www.ceskatelevize.cz/porady/10204458965-neznami-hrdinove/209452801390040-neznami-hrdinove-pohnute-osudy/ |
| 66     | 14. prosince 2009  | Vraždy ve Žlebech                                                    | Ludmila Langrová                  | http://www.ceskatelevize.cz/porady/10204458965-neznami-hrdinove/209452801390041-neznami-hrdinove-pohnute-osudy/ |
| 67     | 21. prosince 2009  | Poslední akce                                                        | Pravomil Raichl                   | http://www.ceskatelevize.cz/porady/10204458965-neznami-hrdinove/209452801390042-neznami-hrdinove-pohnute-osudy/ |
| 68     | 28. prosince 2009  | Neporažený                                                           | Karel Pavlík                      | http://www.ceskatelevize.cz/porady/10204458965-neznami-hrdinove/209452801390043-neznami-hrdinove-pohnute-osudy/ |
| 69     | 4. ledna 2010      | Navrácená čest                                                       | Milan Zapletal                    | http://www.ceskatelevize.cz/porady/10204458965-neznami-hrdinove/210452801390001/                                |
| 70     | 11. ledna 2010     | Její fotka obletěla svět                                             | Jarmila Bělíková                  | http://www.ceskatelevize.cz/porady/10204458965-neznami-hrdinove/210452801390002/                                |
| 71     | 25. ledna 2010     | Měl jsem furt štěstí                                                 | Josef Slanina                     | http://www.ceskatelevize.cz/porady/10204458965-neznami-hrdinove/210452801390003/                                |
| 72     | 1. února 2010      | Dělník slova i lopaty                                                | Josef Cukr                        | http://www.ceskatelevize.cz/porady/10204458965-neznami-hrdinove/210452801390004/                                |
| 73     | 8. února 2010      | Otec Karel                                                           | Karel Fořt                        | http://www.ceskatelevize.cz/porady/10204458965-neznami-hrdinove/210452801390005/                                |
| 74     | 1. března 2010     | Přežil svou smrt                                                     | Oldřich Stránský                  | http://www.ceskatelevize.cz/porady/10204458965-neznami-hrdinove/210452801390006/                                |
| 75     | 8. března 2010     | Muž z terezínského deníku                                            | Karel Košvanec                    | http://www.ceskatelevize.cz/porady/10204458965-neznami-hrdinove/210452801390007/                                |
| 76     | 22. března 2010    | Sloužila jsem u Heydrichů                                            | Helena Vovsová                    | http://www.ceskatelevize.cz/porady/10204458965-neznami-hrdinove/210452801390008/                                |
| 77     | 29. března 2010    | Přežil jsem gulag                                                    | Jan Plovajko                      | http://www.ceskatelevize.cz/porady/10204458965-neznami-hrdinove/210452801390009/                                |
| 78     | 19. dubna 2010     | Nenávist neživím, ale nezapomínám                                    | Bohumil Černík                    | http://www.ceskatelevize.cz/porady/10204458965-neznami-hrdinove/210452801390010/                                |
| 79     | 26. dubna 2010     | Mánička ze severu                                                    | František Stárek                  | http://www.ceskatelevize.cz/porady/10204458965-neznami-hrdinove/210452801390011/                                |
| 80     | 3. května 2010     | Jeden z těch, co přežili                                             | Bohuslav Bubník                   | http://www.ceskatelevize.cz/porady/10204458965-neznami-hrdinove/210452801390012/                                |
| 81     | 24. května 2010    | Táta parašutistů                                                     | Karel Paleček                     | http://www.ceskatelevize.cz/porady/10204458965-neznami-hrdinove/210452801390013/                                |
| 82     | 31. května 2010    | Řekl ďáblovi ne                                                      | Pavel Záleský                     | http://www.ceskatelevize.cz/porady/10204458965-neznami-hrdinove/210452801390014/                                |
| 83     | 14. června 2010    | Vymyšlená špionáž                                                    | Petr Hauptmann                    | http://www.ceskatelevize.cz/porady/10204458965-neznami-hrdinove/210452801390021/                                |
| 84     | 21. června 2010    | Ptáky smrt neděsí                                                    | Veleslav Wahl                     | http://www.ceskatelevize.cz/porady/10204458965-neznami-hrdinove/210452801390016/                                |
| 85     | 28. června 2010    | Sama proti osudu                                                     | Jelizaveta Kutlvašrová            | http://www.ceskatelevize.cz/porady/10204458965-neznami-hrdinove/210452801390017/                                |
| 86     | 6. září 2010       | Partyzánská odyssea                                                  | Ondrej Hiadlovský                 | http://www.ceskatelevize.cz/porady/10204458965-neznami-hrdinove/210452801390018-neznami-hrdinove-pohnute-osudy/ |
| 87     | 13. září 2010      | Skutečný „Vyšší princip“                                             | Josef Lukeš                       | http://www.ceskatelevize.cz/porady/10204458965-neznami-hrdinove/210452801390019-neznami-hrdinove-pohnute-osudy/ |
| 88     | 20. září 2010      | Nunatak                                                              | Josef Svoboda                     | http://www.ceskatelevize.cz/porady/10204458965-neznami-hrdinove/210452801390020-neznami-hrdinove-pohnute-osudy/ |
| 89     | 27. září 2010      | A přece nás všechny nevyvraždili                                     | Anna Hyndráková                   | http://www.ceskatelevize.cz/porady/10204458965-neznami-hrdinove/210452801390022-neznami-hrdinove-pohnute-osudy/ |
| 90     | 4. října 2010      | Žena básníka                                                         | Marie Zahradníčková               | http://www.ceskatelevize.cz/porady/10204458965-neznami-hrdinove/210452801390015-neznami-hrdinove-pohnute-osudy/ |
| 91     | 11. října 2010     | Libuše mlčí                                                          | Jiří Potůček                      | http://www.ceskatelevize.cz/porady/10204458965-neznami-hrdinove/210452801390023-neznami-hrdinove-pohnute-osudy/ |
| 92     | 22. listopadu 2010 | Všechny děti Josefiny                                                | Josefina Napravilová              | http://www.ceskatelevize.cz/porady/10204458965-neznami-hrdinove/210452801390024-neznami-hrdinove-pohnute-osudy/ |
| 93     | 29. listopadu 2010 | Legenda Kazik                                                        | Vladimír Lorenz                   | http://www.ceskatelevize.cz/porady/10204458965-neznami-hrdinove/210452801390025-neznami-hrdinove-pohnute-osudy/ |
| 94     | 6. prosince 2010   | Pasekáři z Beskyd                                                    | Venuše Štefková                   | http://www.ceskatelevize.cz/porady/10204458965-neznami-hrdinove/210452801390026-neznami-hrdinove-pohnute-osudy/ |
| 95     | 13. prosince 2010  | Zlato se čistí v ohni                                                | Vladimír Petřek                   | http://www.ceskatelevize.cz/porady/10204458965-neznami-hrdinove/210452801390027-neznami-hrdinove-pohnute-osudy/ |
| 96     | 20. prosince 2010  | Nezápasil jen na žíněnce                                             | Gustav Frištenský                 | http://www.ceskatelevize.cz/porady/10204458965-neznami-hrdinove/210452801390028-neznami-hrdinove-pohnute-osudy/ |
| 97     | 27. prosince 2010  | Zrádci říše                                                          | Herta Sedláčková-Stachová         | http://www.ceskatelevize.cz/porady/10204458965-neznami-hrdinove/210452801390029-neznami-hrdinove-pohnute-osudy/ |
| 98     | 3. ledna 2011      | Krycí jméno Bedrník                                                  | Zdeněk Bořek Dohalský             | http://www.ceskatelevize.cz/porady/10204458965-neznami-hrdinove/211452801390001-neznami-hrdinove-pohnute-osudy/ |
| 99     | 10. ledna 2011     | Patnáct let ve stodole                                               | Jan Pecka                         | http://www.ceskatelevize.cz/porady/10204458965-neznami-hrdinove/211452801390002-neznami-hrdinove-pohnute-osudy/ |
| 100    | 17. ledna 2011     | Sama v temnotách                                                     | Irena Vlachová-Šimonová           | http://www.ceskatelevize.cz/porady/10204458965-neznami-hrdinove/211452801390003-neznami-hrdinove-pohnute-osudy/ |
| 101    | 24. ledna 2011     | Strmá nenaděj                                                        | Josef Kostohryz                   | http://www.ceskatelevize.cz/porady/10204458965-neznami-hrdinove/211452801390004-neznami-hrdinove-pohnute-osudy/ |
| 102    | 31. ledna 2011     | Táborská cesta smrti                                                 | Jaroslav Vacek                    | http://www.ceskatelevize.cz/porady/10204458965-neznami-hrdinove/211452801390005-neznami-hrdinove-pohnute-osudy/ |
| 103    | 7. února 2011      | Úkryt za mřížemi                                                     | Svetozar Nevole                   | http://www.ceskatelevize.cz/porady/10204458965-neznami-hrdinove/211452801390006-neznami-hrdinove-pohnute-osudy/ |
| 104    | 14. února 2011     | Šel bych do toho znovu                                               | František Wiendl                  | http://www.ceskatelevize.cz/porady/10204458965-neznami-hrdinove/211452801390007-neznami-hrdinove-pohnute-osudy/ |
| 105    | 21. února 2011     | Věděli, že jdou na smrt                                              | Vladimír Maděra                   | http://www.ceskatelevize.cz/porady/10204458965-neznami-hrdinove/211452801390008-neznami-hrdinove-pohnute-osudy/ |
| 106    | 28. února 2011     | O sebe jsme strach neměli                                            | Jiřina Petřková                   | http://www.ceskatelevize.cz/porady/10204458965-neznami-hrdinove/211452801390009-neznami-hrdinove-pohnute-osudy/ |
| 107    | 7. března 2011     | Prlovská tragédie                                                    | Jaroslav Juráň                    | http://www.ceskatelevize.cz/porady/10204458965-neznami-hrdinove/211452801390010-neznami-hrdinove-pohnute-osudy/ |
| 108    | 14. března 2011    | Krotitel esesáků                                                     | Fredy Hirsch                      | http://www.ceskatelevize.cz/porady/10204458965-neznami-hrdinove/211452801390011-neznami-hrdinove-pohnute-osudy/ |
| 109    | 21. března 2011    | Nebeský jezdec                                                       | Richard Husmann                   | http://www.ceskatelevize.cz/porady/10204458965-neznami-hrdinove/211452801390012-neznami-hrdinove-pohnute-osudy/ |
| 110    | 28. března 2011    | Číhošťský svědek                                                     | Jan Zmrhal                        | http://www.ceskatelevize.cz/porady/10204458965-neznami-hrdinove/211452801390013-neznami-hrdinove-pohnute-osudy/ |
| 111    | 4. dubna 2011      | Ničeho jsem se nebál                                                 | Imrich Gablech                    | http://www.ceskatelevize.cz/porady/10204458965-neznami-hrdinove/211452801390014-neznami-hrdinove-pohnute-osudy/ |
| 112    | 11. dubna 2011     | Chtěl jsem být blanickým rytířem                                     | Antonín Husník                    | http://www.ceskatelevize.cz/porady/10204458965-neznami-hrdinove/211452801390015-neznami-hrdinove-pohnute-osudy/ |
| 113    | 18. dubna 2011     | Osvětimský svědek                                                    | Rudolf Vrba                       | http://www.ceskatelevize.cz/porady/10204458965-neznami-hrdinove/211452801390016-neznami-hrdinove-pohnute-osudy/ |
| 114    | 2. května 2011     | Zvláštní znamení: Rebel                                              | Stanislav Pitaš                   | http://www.ceskatelevize.cz/porady/10204458965-neznami-hrdinove/211452801390017-neznami-hrdinove-pohnute-osudy/ |
| 115    | 9. května 2011     | Rozvědčík od Berounky                                                | Jaroslav Franěk                   | http://www.ceskatelevize.cz/porady/10204458965-neznami-hrdinove/211452801390018-neznami-hrdinove-pohnute-osudy/ |
| 116    | 16. května 2011    | Smrti do očí                                                         | Marie Lastovecká                  | http://www.ceskatelevize.cz/porady/10204458965-neznami-hrdinove/211452801390019-neznami-hrdinove-pohnute-osudy/ |
| 117    | 23. května 2011    | Muž, který se vzepřel                                                | Richard Glazar                    | http://www.ceskatelevize.cz/porady/10204458965-neznami-hrdinove/211452801390020-neznami-hrdinove-pohnute-osudy/ |
| 118    | 30. května 2011    | Říkali mu Velký Josef                                                | Josef Šandera                     | http://www.ceskatelevize.cz/porady/10204458965-neznami-hrdinove/211452801390021-neznami-hrdinove-pohnute-osudy/ |
| 119    | 6. června 2011     | Roky na nic                                                          | Olga Hlachová a Jan Hlach         | http://www.ceskatelevize.cz/porady/10204458965-neznami-hrdinove/211452801390022-neznami-hrdinove-pohnute-osudy/ |
| 120    | 13. června 2011    | Vypovězen k nočnímu azylu                                            | Jiří Chmel                        | http://www.ceskatelevize.cz/porady/10204458965-neznami-hrdinove/211452801390023-neznami-hrdinove-pohnute-osudy/ |
| 121    | 20. června 2011    | Muž, který se obětoval                                               | Karel Kněz                        | http://www.ceskatelevize.cz/porady/10204458965-neznami-hrdinove/211452801390024-neznami-hrdinove-pohnute-osudy/ |
| 122    | 27. června 2011    | Vězeň a prorok                                                       | Adolf Kajpr                       | http://www.ceskatelevize.cz/porady/10204458965-neznami-hrdinove/211452801390025-neznami-hrdinove-pohnute-osudy/ |
| 123    | 9. září 2012       | Strmá cesta Vojtěcha Preissiga                                       | Vojtěch Preissig                  | http://www.ceskatelevize.cz/porady/10204458965-neznami-hrdinove/212452801390001/                                |
| 124    | 16. září 2012      | Jaroslav Klemeš - poslední parašutista                               | Jaroslav Klemeš                   | http://www.ceskatelevize.cz/porady/10204458965-neznami-hrdinove/212452801390002/                                |
| 125    | 23. září 2012      | Nejmladší vězeň Radomír Faltýnek                                     | Radomír Faltýnek                  | http://www.ceskatelevize.cz/porady/10204458965-neznami-hrdinove/212452801390003/                                |
| 126    | 30. září 2012      | Eugen Brikcius                                                       | Eugen Brikcius                    | http://www.ceskatelevize.cz/porady/10204458965-neznami-hrdinove/212452801390009/                                |
| 127    | 7. října 2012      | Lesník z Volyně                                                      | Rostislav Kubišta                 | http://www.ceskatelevize.cz/porady/10204458965-neznami-hrdinove/212452801390005/                                |
| 128    | 14. října 2012     | Čtyřicet let pod dohledem                                            | Jan Rybář                         | http://www.ceskatelevize.cz/porady/10204458965-neznami-hrdinove/212452801390006/                                |
| 129    | 21. října 2012     | Muž v pozadí                                                         | Jiří Sedmík                       | http://www.ceskatelevize.cz/porady/10204458965-neznami-hrdinove/212452801390008/                                |
| 130    | 28. října 2012     | Tři odboje Jaroslava Kvapila                                         | Jaroslav Kvapil                   | http://www.ceskatelevize.cz/porady/10204458965-neznami-hrdinove/212452801390004/                                |
| 131    | 4. listopadu 2012  | Vojtěch a František Klečkovi – dva bratři, dva agenti tajných služeb | Vojtěch Klečka a František Klečka | http://www.ceskatelevize.cz/porady/10204458965-neznami-hrdinove/212452801390007/                                |
| 132    | 11. listopadu 2012 | Milada Věra Decastellová                                             | Milada Věra Decastellová          | http://www.ceskatelevize.cz/porady/10204458965-neznami-hrdinove/212452801390010/                                |
| 133    | 18. listopadu 2012 | Krycí jméno Viktor                                                   | Emanuel Viktor Voska              | http://www.ceskatelevize.cz/porady/10204458965-neznami-hrdinove/212452801390011/                                |
| 134    | 25. listopadu 2012 | Erika Bezdíčková                                                     | Erika Bezdíčková                  | http://www.ceskatelevize.cz/porady/10204458965-neznami-hrdinove/212452801390012/                                |
| 135    | 2. prosince 2012   | Zemřít vestoje                                                       | Karel Nesnídal                    | http://www.ceskatelevize.cz/porady/10204458965-neznami-hrdinove/212452801390013/                                |